# Ivan Cesar (igralec)
Ivan (Janez) Cesar, slovenski gledališki igralec in pedagog, * 6. oktober 1896, Dolnja Težka Voda, † 3. december 1965, Ljubljana.
Ivan Cesar je gimnazijo obiskoval v Novem mestu. Po maturi je služboval kot železniški uradnik. Leta 1914 je pričel nastopati na amaterskih odrih v Novem mestu, Ljubljani in Jesenicah. V Šentjakobsko gledališče v Ljubljani je vstopil v gledališki sezoni 1921/22, ustvaril šestnajst vlog v štiriinštiridesetih ponovitvah. Kot poklicni igralec je prvič nastopil leta 1921 kot Debeli človek v Cankarjevem Pohujšanju v dolini šentflorjanski. Leta 1922 je bil angažiran v Narodnem gledališču v Ljubljani, kjer je igral vse do upokojitve. V sezoni 1922/23 je obiskoval Dramatično šolo Združenja gledaliških igralcev ter se do leta 1925 še dodatno izpopolnjeval pri ruskem igralcu B. Putjatu, takrat članu Narodnega gledališča v Ljubljani.
Cesar je nastopal sprva v manjših zlasti burkaških ljudskih vlogah, pozneje pa je oblikoval poglobljene  humorne figure in razcepljene karakterne osebe.
V letih 1945–46 je igral v rusko-jugoslovanskem filmu V gorah Jugoslavije. Veliko je nastopal tudi v radijskih igrah. Od leta 1946 do 1952 je poučeval Akademiji za igralsko umetnost. Prevedel in priredil je 31 komedij in z M. Pugljem napisal skeča Pri šefu in Domišljija. Uprava narodnega gledališča v Ljubljani ga je 1941 imenovala za častnega režiserja. Leta 1948 je prejel Prešernovo nagrado.